# Соболевский, Андрей Николаевич
Андре́й Никола́евич Соболе́вский (род. 15 июля 1974, Москва) — российский математик, доктор физико-математических наук (2014), профессор РАН (2015), директор Института проблем передачи информации имени А. А. Харкевича РАН (с 2017 - по 2023 год), директор Высшей школы современной математики МФТИ. Специалист по математической физике (теория динамических систем, уравнения в частных производных, приложения к гидродинамике и космологии). Предложил метод реконструкции процесса формирования крупномасштабной структуры Вселенной, основанный на решении задач выпуклого программирования (транспортная задача Монжа-Канторовича и т. п.).

## Биография
Отец — российский учёный в области математического моделирования взаимодействий адронов и ядер высоких энергий со сложными средами, доктор физико-математических наук Н. М. Соболевский.
Выпускник физического факультета МГУ им. М. В. Ломоносова (1996, диплом с отличием), ученик Якова Григорьевича Синая.
Кандидат физико-математических наук: 1999, физический факультет МГУ им. М. В. Ломоносова, диссертация «Обобщенные вариационные принципы и метод исчезающей вязкости для некоторых квазилинейных уравнений и систем уравнений».
Доктор физико-математических наук: 2014, физический факультет МГУ им. М. В. Ломоносова, специальность 01.01.03 (математическая физика), диссертация «Динамика и сингулярности в моделях нелинейного переноса масс»).
Профессор РАН (2015) по Отделению нанотехнологий и информационных технологий.
Профессор, заведующий кафедрой технологий моделирования сложных систем Факультета компьютерных наук НИУ ВШЭ.
Заведующий межфакультетской кафедрой проблем передачи информации и анализа данных МФТИ.
Член Экспертного совета по информационным технологиям в сфере образования и науки при Комитете по образованию и науке Государственной думы Российской Федерации.
В 1999—2009 гг. — м.н.с., ассистент, доцент физического факультета МГУ. С 2009 г. занимает различные должности в Институте проблем передачи информации им. А. А. Харкевича Российской академии наук: с.н.с., заместитель директора по научной работе, врио директора, с января 2017 г. до августа 2023 г. — директор.
С сентября 2024 года — директор Высшей школы современной математики МФТИ.
Ассоциированный член Российско-французской математической лаборатории.

## Награды
2017 — Кавалер французского Ордена Академических пальм (фр. Chevalier dans l’Ordre des Palmes Académiques).

## Основные работы
1. Julie Delon, Julien Salomon, Andrei Sobolevskii. Fast Transport Optimization for Monge Costs on the Circle, SIAM J. Appl. Math., 70:7 (2010).
2. K. Khanin, D. Khmelev, A. Sobolevskii. On the velocities of Lagrangian minimizers, Mosc. Math. J., 5:1 (2005).
3. Y. Brenier, U. Frisch, M. Henon, G. Loeper, S. Matarrese, R. Mohayaee, A. Sobolevskii. Reconstruction of the early Universe as a convex optimization problem, Mon. Not. R. Astron. Soc., 346:2 (2003).
4. Uriel Frisch, Sabino Matarrese, Roya Mohayaee, Andrei Sobolevski. A reconstruction of the initial conditions of the Universe by optimal mass transportation, Nature, 417 (2002).
5. А. Н. Соболевский. Периодические решения уравнения Гамильтона-Якоби с периодической неоднородностью и теория Обри-Мезера, Матем. сб., 190:10 (1999).
6. A. N. Sobolevskii. Periodic solutions of the Hamilton-Jacobi equation with a periodic non-homogeneous term and Aubry-Mather theory, Sb. Math., 190:10 (1999).